# Stavstens IF
Stavstens IF var en handbollsklubb i Trelleborg, bildad 1938 och upplöst 2011. Herrlaget i handboll spelade de sista säsongerna i allsvenskan (Sveriges näst högsta division). Klubben spelade i elitserien två säsonger på 1990-talet, 1995/1996 och 1996/1997.
1991 ville Eje Wilör få Stavstens IF att spela i korpen. Det fanns ingen plats så då kontaktade han Skånes HF. Klubben fick spela i lägsta serien. Efter fyra år spelade klubben i Elitserien - en otrolig prestation. Framgångarna började med värvningen av Axel Sjöblad, världsmästare 1990, som lockade andra att spela för klubben.
Klubben uppgick efter säsongen 2010/2011 i Trelleborg HBK.